# Клейборн (окръг, Мисисипи)
Окръг Клейборн (на английски: Claiborne County) е окръг в щата Мисисипи, Съединени американски щати. Площта му е 1298 km², а населението - 11 831 души (2000). Административен център е град Порт Гибсън.